# 라우라 지게문트

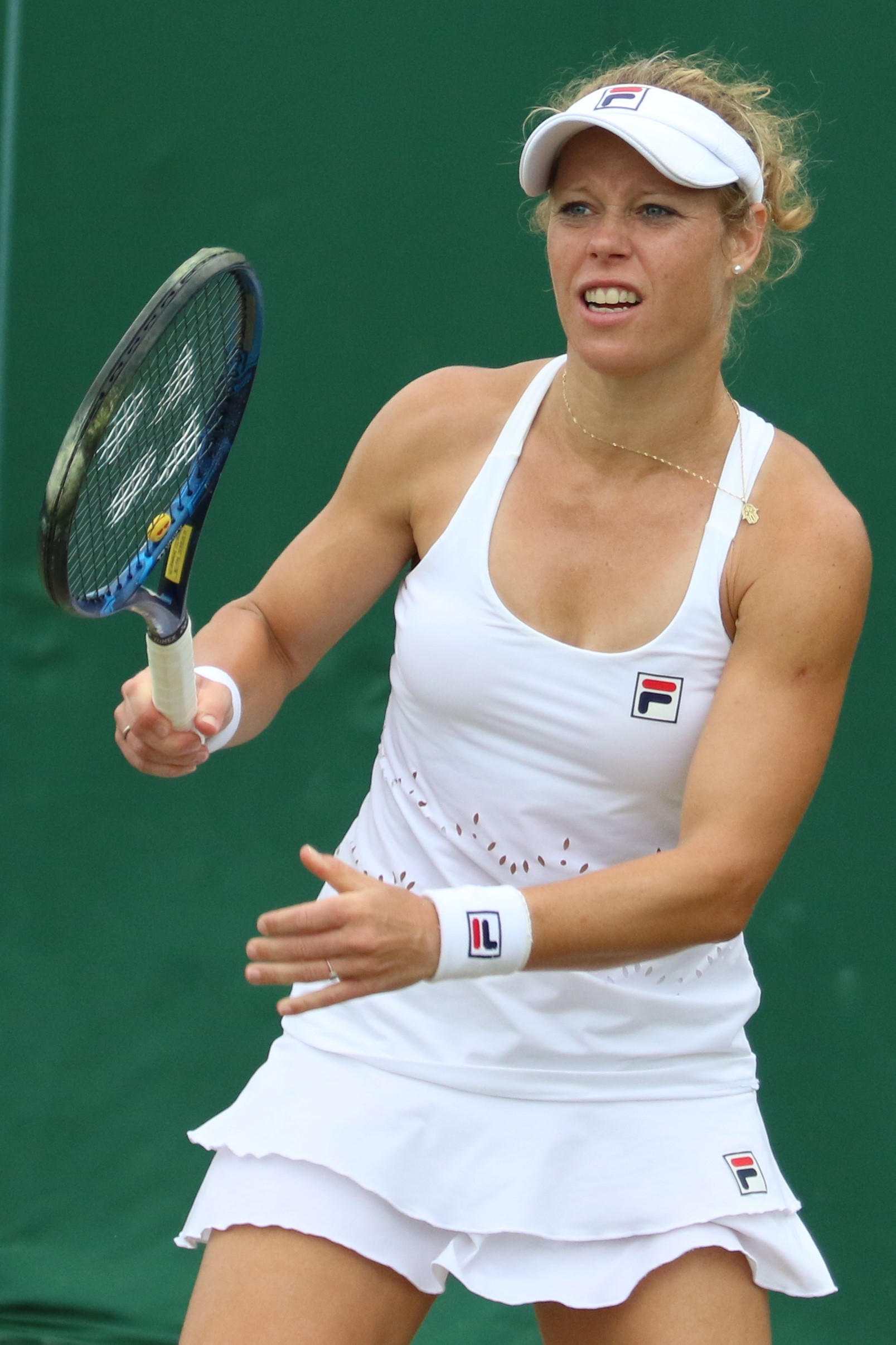
2023년 윔블던 선수권 대회에서의 모습

라우라 나탈리 지게문트(독일어: Laura Natalie Siegemund, 1988년 3월 4일 ~ )는 독일의 프로 테니스 선수이다.
지게문트는 2024년 1월 29일 자신의 경력 최고 복식 랭킹 세계 4위를 달성했으며 WTA 투어에서 14개의 복식 타이틀을 획득했다. 베라 즈보나레바와 함께 2020년 US 오픈 여자 복식에서 우승했고, 2016년 US 오픈과 2024년 프랑스 오픈 혼합 복식에서 각각 마테 파비치와 에두아르 로제바슬랭과 협력하여 우승한 등 세 차례 그랜드 슬램 (테니스) 챔피언이다. 메이저 타이틀 외에도 2023년 WTA 결승과 2022년 마이애미 오픈에서 복식 우승을 차지했다.
단식 부문에서 그녀의 경력 최고 순위는 2016년 8월에 달성한 세계 27위이며, 2016년 스웨덴 오픈과 2017년 슈투트가르트 오픈에서 2개의 WTA 타이틀을 획득했다. 지게문트의 단식 최고 그랜드 슬램 결과는 2020 프렌치 오픈의 8강 진출이었다. 2016년 하계 올림픽에서도 같은 단계에 올랐고, 2017년부터 빌리 진 킹 컵에 독일을 대표해 참가했다.